# Jumnal, Bijapur
Jumnal là một làng thuộc tehsil Bijapur, huyện Bijapur, bang Karnataka, Ấn Độ.